# Duvel Moortgat
Brouwerij Duvel Moortgat è un'industria della birra situata a Breendonk in Belgio.

## Storia
L'industria della birra Moortgat fu fondata nel 1871 da Jan-Leonard Moortgat. Dopo la prima guerra mondiale, Moortgat chiamo la sua birra Victory Ale (« la bière de la victoire » la birra del vincitore), per commemorare la fine della guerra. Ma durante gli anni 20, la birra fu soprannominata nen echten duvel (« un vero diavolo ») e la birra fu finalmente chiamata Duvel. È diventata la birra principale dell'industria della birra. Oggi, tratta e commercializza la birra Duvel, la Bel Pils (lanciata nel 1930), la Vedett (creata nel 1945 da Albert Moortgat, il figlio di Jan) e la birra d'abbazia Maredsous (dal 1963).
Commercializza la birra bianca Steendonk con la l'industria Palm Breweries, possiede il 70% del capitale di Freya's Deli Fruit (un succo di frutta), 50% di Bernard, un fabbricante di birra che possiede l'industria della birra americana Ommegang.

## Organizzazione
Duvel Moortgat è un gruppo indipendente di birra che possiede la produzione in tre sedi di diverse:
- una sede sociale a Puurs in Belgio
- l'industria della birra Bernard nella Repubblica Ceca
- l'industria della birra Ommegang negli Stati Uniti.

Il gruppo garantisce la distribuzione e la vendita nel suo paese (Belgio), come nei Paesi Bassi, in Francia, in Inghilterra e negli Stati Uniti, in particolare Duvel Moortgat France e Duvel Moortgat USA ltd; in più fa appello ad importatori locali per gli altri paesi.
Duvel Moortgat è quotato al Euronext, sul segmento NextPrime.

## Cifre prodotte
Nel 2001, la produzione annuale del gruppo era di 270.000 litri. Nel 2003, il suo fatturato era di 65,9 milioni di euro, con un risultato netto parte dal gruppo a 6,64 milioni di euro.

## Marche prodotte
- Duvel, è una birra chiara di alta fermentazione sorta nel 1923. Il suo nome viene dall'espressione nen echten duvel ("un vero diavolo"). È attualmente il segno vedetta dell'industria della birra, con l'8,5% di alcool (vol).
- Maredsous 6º Blonde, è una birra chiara di fermentazione alta bionda filtrata prima dell'imbottigliamento, cosa che gli dà una grande limpidezza. Come tutte le Maredsous, matura in cantina durante due mesi prima di essere commercializzata, con il 6% di alcool.
- Maredsous 8º Brune, è una birra scura di fermentazione alta. Come tutte le Maredsous, matura in cantina durante due mesi prima di essere commercializzata, con l'8% di alcool.
- Maredsous 10º Triple, è una birra a fermentazione tripla. Come tutte le Maredsous, matura in cantina durante due mesi prima di essere commercializzata, con il 10% di alcool.
- Bel Pils, è una pils belga preparata con luppolo di Saaz messa in bottiglia dopo un mese d'invecchiamento, cosa che ne fa una birra giovane e rinfrescante. In bottiglia, deve essere conservata a 3 °C ed essere consumata nell'anno, con il 5% di alcool. È stata creata nel 1930 sotto il nome di Extra Blond, dopo è stata rinominata in Extra Pilsner dal 1976 al 1993 per poi ricevere il suo nome attuale.
- Vedett, è una birra chiara leggera creata nel 1945, preparata con luppolo di Saaz e commercializzata principalmente in Belgio; la si trova anche in Gran Bretagna. Fotografie di consumatori di Vedett, prese in bar o in occasione di eventi, sono utilizzate per illustrare le etichette delle bottiglie. Un sito web è stato realizzato per fare la promozione della Vedett: www.vedett.com